# Sarcinodes sumatraria
Sarcinodes sumatraria är en fjärilsart som beskrevs av Walker 1866. Sarcinodes sumatraria ingår i släktet Sarcinodes och familjen mätare. Inga underarter finns listade.